# 阿米尔·阿里·阿扎尔皮拉
阿米尔·阿里·阿扎尔皮拉（波斯語：‎，2002年3月26日—），伊朗男子摔跤运动员，2021年世界U23摔跤锦标赛男子自由式97公斤级金牌得主、2022年世界U23摔跤锦标赛男子自由式97公斤级金牌得主、2024年夏季奥林匹克运动会男子自由式97公斤级铜牌得主。